# Rúben Brígido
Rúben Luís Maurício Brígido (sinh 23 tháng 6 năm 1991 ở Leiria) là một cầu thủ bóng đá Bồ Đào Nha thi đấu ở vị trí tiền vệ trung tâm cho câu lạc bộ Bulgaria PFC Beroe Stara Zagora.

## Thống kê câu lạc bộ
Tính đến 14 tháng 5 năm 2011
| Câu lạc bộ          | Mùa giải            | Giải vô địch | Giải vô địch | Cúp  | Cúp | Cúp Liên đoàn | Cúp Liên đoàn | Châu Âu | Châu Âu | Tổng | Tổng |
| Câu lạc bộ          | Mùa giải            | Trận         | Bàn          | Trận | Bàn | Trận          | Bàn           | Trận    | Bàn     | Trận | Bàn  |
| ------------------- | ------------------- | ------------ | ------------ | ---- | --- | ------------- | ------------- | ------- | ------- | ---- | ---- |
| Leiria              | 2009–10             | 1            | 0            | 0    | 0   | 0             | 0             | 0       | 0       | 1    | 0    |
| Leiria              | 2010–11             | 25           | 0            | 1    | 0   | 0             | 0             | 0       | 0       | 19   | 0    |
| Leiria              | Tổng                | 19           | 0            | 1    | 0   | 0             | 0             | 0       | 0       | 20   | 0    |
| Tổng cộng sự nghiệp | Tổng cộng sự nghiệp | 19           | 0            | 1    | 0   | 0             | 0             | 0       | 0       | 20   | 0    |